# 557. Infanterie-Division (Wehrmacht)
La 557. Infanterie-Division fu una divisione dell'esercito tedesco attiva durante la seconda guerra mondiale che venne creata nel febbraio 1940 e utilizzata come forza di occupazione in Francia, venne sciolta nel settembre dello stesso anno.

## Storia
La divisione fu costituita il 15 febbraio 1940 come divisione di posizione per l'Alto Reno ed il suo equipaggiamento di artiglieria consisteva in equipaggiamento polacco catturato. La divisione fu schierata per proteggere il confine, a Kehl. Dal giugno 1940 fu impiegata come forza di occupazione in Alsazia, nella zona di Belfort. Con ordinanza del 30 giugno, la divisione iniziò a prepararsi per lo scioglimento che fu completato entro il 1º settembre 1940, nella zona tra Zeitz e Weißenfels. Nove battaglioni dei reggimenti della divisione rimasero attivi come battaglioni di fucili di stato.

## Ordine di battaglia
- Infanterie-Regiment 632
- Infanterie-Regiment 633
- Infanterie-Regiment 634
- Artillerie-Regiment 557
- Beobachtungs-Abteilung 557
- Divisionseinheiten 557[1]

## Comandanti
- Generalleutnant Hermann Kuprion (15 febbraio 1940 - 1º settembre 1940)[1]